# Neef Lindford
Neef Lindford is het eenentwintigste stripalbum uit de stripreeks Jeremiah. Het album is geschreven en getekend door Hermann Huppen. Van dit album verschenen tot nu toe een druk, bij uitgeverij Dupuis in de collectie Spotlight, in 1998.

## Inhoud
Jeremiah en Kurdy komen terecht in een verlaten stadje waar allerlei minder fraaie zaken aan de gang zijn. Er is een afgesloten centrum waar met klonen proeven worden gedaan naar het menselijk verouderingsproces. Een van deze klonen, neef Lindford, ontsnapt en komt in contact met de beide hoofdrolspeler. Premiejagers elimineren de klonen die in hun handen vallen. Een van deze jagers is Stonebridge die weer een kwalijke rol speelt. Ook is de reguliere politie niet smetvrij.

## Inkleuring
De inkleuring van het tekenwerk, waarmee Hermann in het vorige album al aan het experimenten was geslagen, is in dit deel verder geëvalueerd. Hij werkt nu rechtstreeks in kleur en maakt van ieder plaatje een aquarel.